# Croydon (borough)
Croydon (London Borough of Croydon) is een Engels district of borough in de regio Groot-Londen, gelegen in het zuiden van de metropool. De borough telt 384.837 inwoners. De oppervlakte bedraagt 86 km².
Volgens de volkstelling van 2001 was 12,9% destijds ouder dan 65 jaar; de werkloosheid bedroeg 3,8% van de beroepsbevolking.

## Wijken in Croydon
- Addington
- Addiscombe
- Croydon
- Coulsdon
- Purley
- Selsdon
- South Norwood
- Thornton Heath
- Upper Norwood

## Geboren
- Martyn Rooney (1987), atleet
- Lola Young (2001), singer-songwriter